# 158 (číslo)
Sto padesát osm je přirozené číslo, které následuje po čísle sto padesát sedm a předchází číslu sto padesát devět. Římskými číslicemi se zapisuje CLVIII. Stopadesátým osmým dnem kalendářního roku je 7. červen (v přestupném roce 6. červen).

## Chemie
- 158 je neutronové číslo pátého nejstabilnějšího izotopu einsteinia a nukleonové číslo nejběžnějšího izotopu gadolinia a druhého nejméně běžného přírodního izotopu dysprosia.[1]

## Matematika
- nepříznivé číslo
- nešťastné číslo

- počet číslic čísla 100! v desítkové soustavě

## Doprava
- Silnice II/158 je česká silnice II. třídy vedoucí na trase Kaplice – Malonty – Pohorská Ves[2]

## Astronomie
- 158 Koronis je planetka hlavního pásu

## Komunikace
- 158 je v České republice telefonní číslo na Policii ČR.

## Roky
- 158
- 158 př. n. l.